# برداي
برداي هي بلدة وواحة في أقصى شمال تشاد. وهي المدينة الرئيسية في إقليم تيبستي، التي تشكلت في عام 2008 من مقاطعة تيبستي في منطقة بوركو إنيدي تيبستي السابقة. يخدم المدينة مطار برداي زوغرا.
تقع البلدة بالقرب من بركان تارسو توسيدي، إلى الجنوب الغربي منها.